# MT-135
El MT-135 fue un cohete sonda japonés de una sola etapa y propulsado por combustible sólido, desarrollado a partir de 1963 y diseñado para recoger datos (como la concentración de ozono) en las capas a media altura de la atmósfera.
Fue desarrollado por la Universidad de Tokio y la Agencia Meteorológica japonesa. Los primeros vuelos tuvieron lugar en 1964, tras los cuales el cohete fue mejorado al comprobarse que se comportaba de manera inestable.
En abril de 1968 se lanzaron varios cohetes MT-135 junto con cohetes sonda Arcas pertenecientes a la NASA desde Wallops Island con el fin de comparar y calibrar datos devueltos por ambos tipos de cohete.
El combustible consistía en un compuesto de poliuretano de combustión lenta. La cámara de combustión estaba construida en acero al cromo y molibdeno, con la tobera soldada a la misma. Las aletas del cohete estaban construidas en titanio.
A los 95 segundos tras el despegue, el cohete se separaba en tres partes: la carga útil, el cono protector de la carga y el resto del cohete, y 17 segundos después la carga útil desplegaba el paracaídas para iniciar un descenso de unos 90 minutos durante el cual recogía los datos, entre los cuales se encontraban temperatura y velocidad y dirección del viento. Los datos se enviaban a la Organización Meteorológica Mundial para producir predicciones a largo plazo.
Además del modelo básico, se desarrolló otra versión, el MT-135P, usado desde 1969 a 2000. El motor, reutilizable, fue equipado con un paracaídas para un descenso suave del cohete una vez desplegada la carga útil. Era lanzado desde la estación meteorológica de Ryori en Sanriku. Los primeros vuelos de demostración se hicieron desde el centro espacial de Kagoshima, y algunos otros fueron lanzados desde el centro espacial de Tanegashima para sondear la atmósfera sobre el sitio de lanzamiento.

## Especificaciones

### MT-135
- Primer lanzamiento: 29 de marzo de 1964.
- Último lanzamiento: 21 de marzo de 2001.
- Carga útil: 10 kg
- Apogeo: 50 km
- Empuje en despegue: 8,13 kN
- Masa total: 68 kg
- Diámetro: 0,14 m
- Longitud total: 3,3 m

### MT-135P
- Primer lanzamiento: 5 de enero de 1969.
- Último lanzamiento: 20 de diciembre de 2000.
- Apogeo: 50 km
- Empuje en despegue: 12 kN
- Diámetro: 0,14 m
- Longitud total: 3,3 m